# Artio

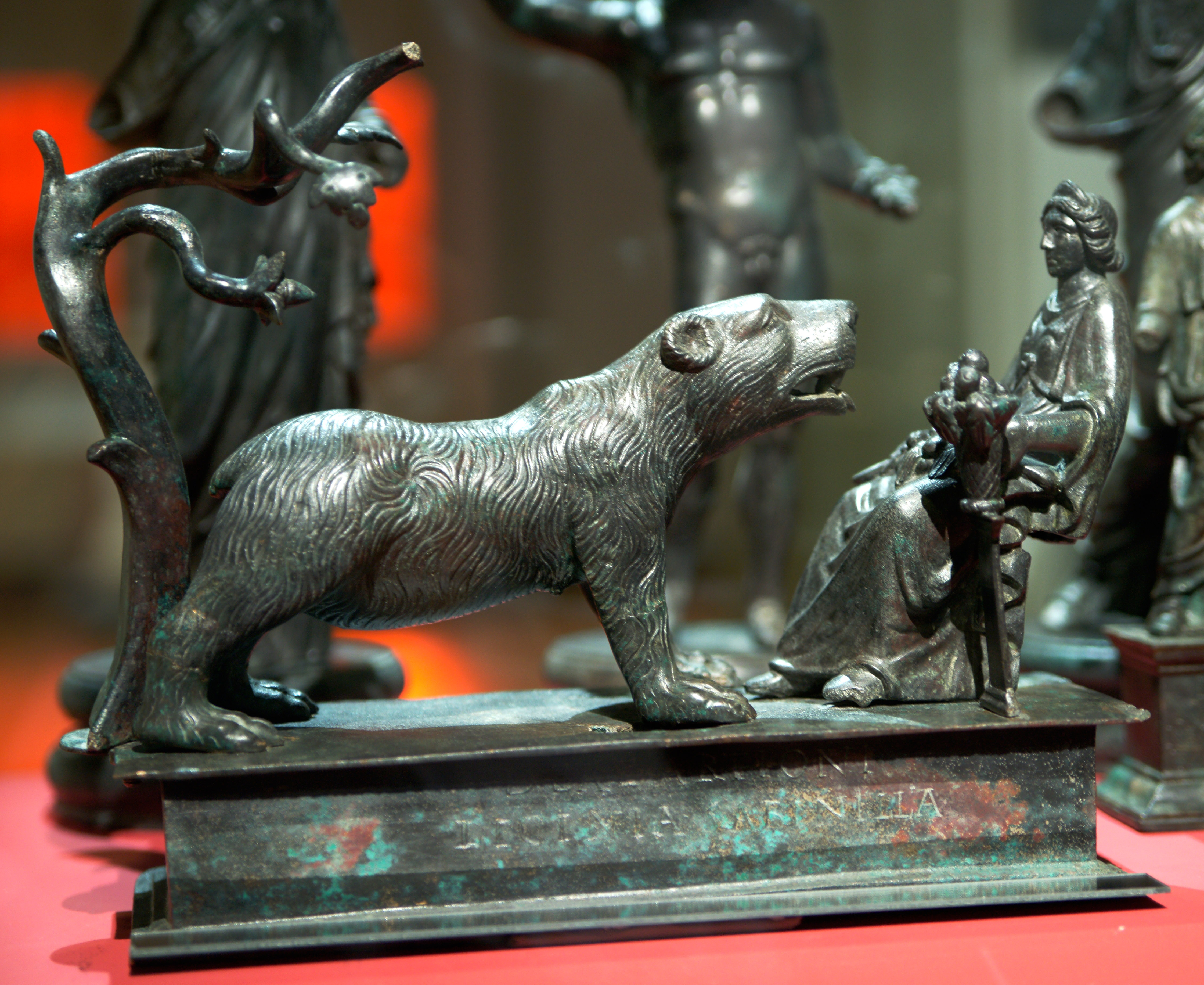
Artio s medvědem na sousoší z Muri

Artio je galská či galo-římská bohyně spojované s medvědy, která byla ctěna v dnešním Švýcarsku a jižním Německu. Její jméno je vykládáno ve spojitosti s galským ators „medvěd“. Jejím nejvýznamnějším dokladem je votivní sousoší z 2. století či 3. století n. l. nalezené roku 1832 v Muri u Bernu. To jí zobrazuje jako sedící ženu s klínem plným ovoce a s košíkem s dalšími plody, které nabízí medvědovi. Soška je opatřena nápisem DEAE ARTIONI/LICINIA SABINILLA „bohyni Artioně od Licinie Sabinilly“. Zpodobnění Artio nejspíše kopíruje vyobrazení Matres či Démétér, podle Carlo Ginzburga měla ve starších dobách sama medvědí podobu. Kromě toho se objevuje její jméno na nápisech z Daunu (CIL 13, 4203), Weilerbachu (CIL 13, 4113), Heddernheimu (CIL 13, 7375 [4, p 125]) a Stockstadtu (CIL 13, 11789).
Příbuznou bohyní může být Andarta objevující se na nápisech z francouzských Alp a přilehlých oblastí Švýcarska, včetně Bernu. Její jméno snad znamená „mocný medvěd“. Společně s Arduinou, loveckou bohyní z Arden, byly v době římské nadvlády tyto dvě bohyně nejspíše ztotožněny s Artemidou-Dianou, taktéž spojovanou s medvědy. Indolog Michael Witzel ji spojuje se starobylým medvědím kultem rozšířeným kdysi v severní Eurasii, stejně jako řeckou Artemidu. Na různých nápisech se objevuje také pravděpodobný mužský protějšek Artio zvaný Artaios nebo Artaius. Je spojovaný s „galským Merkurem“ Lugem. Určitou spojitost může mít s Artušem, který taktéž nese medvědí jméno. Taktéž legenda o svaté Richardě, která postavila opatství Andlau na místě kde se setkala s medvědem, může nést prvky mýtů o Artio. Keltská svatyně nalezená pod základy kostela svatého Petra a Pavla v Andlau mohla být chrámem právě této bohyně. Další příbuznou postavou mohou být některé „noční bohyně“ ženských shromáždění jako Richella, která podle výpovědi dvou stařen z Val di Fasso hladila chlupatýma rukama své následovnice po tváři.